# Gora Severgina
Gora Severgina (englische Transkription von russisch Гора Севергин Gora Sewergina) ist ein Nunatak der Pensacola Mountains im westantarktischen Queen Elizabeth Land. Er ragt unmittelbar südwestlich des Heiser Ridge im südwestlichen Teil der Neptune Range auf.
Russische Wissenschaftler benannten ihn. Der Namensgeber ist nicht überliefert. Ein möglicher Kandidat ist der russische Mineraloge und Geologe Wassili Michailowitsch Sewergin (1765–1826).